# Bojan Prešern
Bojan Prešern (* 4. August 1962 in Jesenice) ist ein ehemaliger jugoslawischer Ruderer, der 1988 die olympische Bronzemedaille im Zweier ohne Steuermann gewann.

## Sportliche Karriere
Bojan Prešern belegte 1984 mit dem jugoslawischen Vierer ohne Steuermann den sechsten Platz beim Match des Seniors, einem Vorläuferwettbewerb der U23-Weltmeisterschaften. In den folgenden Jahren trat er im Vierer ohne Steuermann bei den Weltmeisterschaften in der Erwachsenenklasse an. 1985 in Hazewinkel erreichte er den achten Platz, 1986 in Nottingham wurde er Zehnter und 1987 in Kopenhagen belegte er den neunten Platz. Ebenfalls 1987 gewann er mit dem jugoslawischen Achter die Bronzemedaille bei der Universiade in Zagreb.
Bei den Olympischen Spielen 1988 trat er zusammen mit Sadik Mujkič im Zweier ohne Steuermann an und gewann die Bronzemedaille hinter den Booten aus dem Vereinigten Königreich und aus Rumänien. Die beiden belegten im Jahr darauf den sechsten Platz bei den Weltmeisterschaften in Bled. 1990 ruderte Prešern bei den Weltmeisterschaften in Neuseeland im Vierer ohne Steuermann und belegte den siebten Platz.